# Pentatló modern als Jocs Olímpics d'estiu de 1972
Als Jocs Olímpics d'Estiu de 1972 celebrats a la ciutat de Múnic (en aquells moments República Federal d'Alemanya) es disputaren dues proves de pentatló modern, una d'individual i una d'equip, en categoria masculina. Les proves es realitzaren entre els dies 27 i 31 d'agost de 1972.
Aquest esport combina proves de tir (competició de tir de 10 metres de distància), esgrima (competició d'espasa), natació (200 metres lliures), hípica (concurs de salts d'obstacles) i camp a través.
Hi participaren un total de 59 atletes de 20 comitès nacionals diferents.

## Resum de medalles
| Prova                              | Or                                                              | Argent                                              | Bronze                                                 |
| Pentatló modern individual Detalls | András Balczó                                                   | Boris Onischenko                                    | Pavel Lednev                                           |
| Pentatló modern per equips Detalls | Unió SovièticaBoris Onishenko · Pavel Lednev · Vladimir Shmelev | HongriaAndrás Balczó · Zsigmond Villányi · Pál Bakó | FinlàndiaRisto Hurme · Veikko Salminen · Martti Ketelä |

## Medaller
| Posició | País           | Or | Argent | Bronze | Total |
| 1       | Unió Soviètica | 1  | 1      | 1      | 3     |
| 2       | Hongria        | 1  | 1      | 0      | 2     |
| 3       | Finlàndia      | 0  | 0      | 1      | 1     |